# San Gabriel (California)
San Gabriel es una ciudad ubicada en el condado de Los Ángeles en el estado estadounidense de California. Su nombre proviene de la Misión San Gabriel Arcángel, ubicada en el actual municipio. La ciudad se extendió durante el XIX más allá del límite de la Misión y se convirtió, en 1852, en uno de los municipios originales del Condado de Los Ángeles. Está incorporado, término estadounidense para referirse a los municipios con gobierno local, desde el año 1913.
En el año 2000 tenía una población de 39 718 habitantes y una densidad poblacional de 3,71 personas por km². Es la localidad natal del general George Patton.

## Geografía
San Gabriel se encuentra ubicada en las coordenadas 34°5′39″N 118°5′54″O / 34.09417, -118.09833. Según la Oficina del Censo, la ciudad tiene un área total de 10,69 km² (4,1 mi²), todos ellos de tierra firme.

### Localidad adyacentes
El siguiente diagrama muestra las Localidad en un radio de 8 kilómetros (5 mi) de San Gabriel.

## Demografía
Según la Oficina del Censo en 2000 los ingresos medios por hogar en la localidad eran de 85 807 $ , y los ingresos medios por familia eran 96 262 $. Los hombres tenían unos ingresos medios de 61 642 $ frente a los 59 302 $ para las mujeres. La renta per cápita para la localidad era de 46 807 $. Alrededor del 12.9% de la población estaba por debajo del umbral de pobreza.

## Educación
El Distrito Escolar Unificado de Alhambra gestiona escuelas públicas.